# Steatoda dahli
Steatoda dahli är en spindelart som först beskrevs av Josef Nosek 1905.  Steatoda dahli ingår i släktet vaxspindlar, och familjen klotspindlar. Inga underarter finns listade i Catalogue of Life.